# Slag bij Raseiniai
De Slag bij Raseiniai was een gevecht aan het oostfront aan het begin van Operatie Barbarossa tussen de pantserdivisies van Panzergruppe 4 (Duitsland) en de twee gemechaniseerde Korpsen van het Noordwestelijk Front (Sovjet-Unie). Op 22 juni 1941 brak de Duitse Wehrmacht in de noordelijke sector van het front door de grensverdediging en rukte op naar Daugavpils. Het Rode Leger zette een tegenaanval in en nabij Raseiniai kwam het tot zware gevechten tussen de Duitse 6e Pantserdivisie en de 2e Tankdivisie.
Op 26 juni was de Sovjet-tegenaanval afgeslagen en hervatte de Wehrmacht zijn opmars naar Leningrad. De Sovjets hadden meer dan 400 tanks verloren, terwijl de Duitse verliezen relatief licht waren.
Met hun Blitzkrieg tactiek hadden de Duitsers het Rode Leger een zware nederlaag bezorgd. Na de slag bij Raseiniai stortte het Noordwestelijk Front ineen. Het leek het alsof de Russische Veldtocht binnen enkele weken zou zijn afgelopen en dat Leningrad spoedig in handen van de Duitsers zou vallen. De Sovjets herstelden zich sneller dan verwacht en Leningrad zou een beleg van 900 dagen doorstaan.

## Situatie juni 1941

### Heeresgruppe Nord
Hoewel tijdens de planningsfase van Operatie Barbarossa de doelen van de Wehrmacht voortdurend werden aangepast, bleef de opdracht van Heeresgruppe Nord onveranderd. Ze moesten de Sovjetlegers aan de grens vernietigen en de Baltische staten bezetten. Daarna moesten ze verder oprukken naar het noorden. Het einddoel was de verovering van Leningrad, de wieg van het bolsjevisme. Heeresgruppe Nord bestond uit twee infanterielegers en één Panzergruppe. In totaal beschikte maarschalk Von Leeb over 23 infanteriedivisies, 3 gemotoriseerde divisies en 3 pantserdivisies. In totaal telde de legergroep 562.000 soldaten en 619 tanks. Als ondersteuning zette de Luftwaffe 1 077 vliegtuigen in dit gedeelte van het front in.
Het Duitse plan was erg eenvoudig en gebaseerd op hun ervaringen in Polen en Frankrijk. De vijandelijke divisies zouden worden omsingeld door de pantserdivisies en daarna worden vernietigd door de tragere infanterielegers. Panzergruppe 4, bestaande uit het 41e en 56e Gemotoriseerde Korps, moest vanuit Oost-Pruisen door de grensverdediging breken en oprukken naar de Westelijke Dvina en de oversteekplaatsen bij Daugvapils bezetten. Hierdoor zou de ontsnappingsroute van de Sovjetdivisies zijn afgesneden. Het 16de Leger moest de zuidflank beschermen en contact houden met Heeresgruppe Mitte, die Moskou als einddoel had. De linkervleugel van de aanval werd gevormd door het 18de Leger. Dit leger moest langs de kust oprukken naar Riga en vervolgens doorstoten naar Tallinn.

### SlagordeWehrmacht

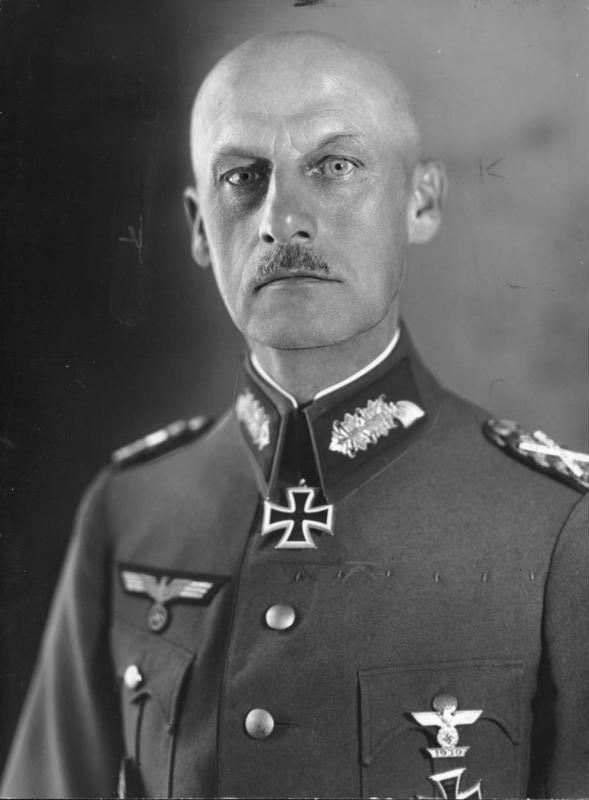
Veldmaarschalk Wilhelm von Leeb

- Heeresgruppe Nord (veldmaarschalk Wilhelm von Leeb)
  - 16e Leger (Kolonel-generaal Ernst Busch)
  - 18e Leger (Kolonel-generaal Georg von Küchler)
  - Panzergruppe 4 (Kolonel-generaal Erich Hoeppner)
    - 41e Gemotoriseerde Korps (Generaal der Pantsertroepen Georg-Hans Reinhardt)
      - 1e Pantserdivisie (Luitenant-generaal Friedrich Kirchner)
      - 6e Pantserdivisie (Luitenant-generaal Franz Landgraf)
      - 269e Infanteriedivisie (Luitenant-generaal Ernst von Leyser)
      - 36e Gemotoriseerde Divisie (Luitenant-generaal Otto-Ernst Ottenbacher)

    - 56e Gemotoriseerde Korps (Generaal der Infanterie Erich von Manstein)
      - 8e Pantserdivisie (Luitenant-generaal Erich Brandenberger)
      - 3e Gemotoriseerde Divisie (Luitenant-generaal Curt Jahn)
      - 290e Infanteriedivisie (Luitenant-generaal Theodor Freiherr von Wrede)
      - 3e SS-divisie Totenkopf (Obergruppenführer Theodor Eicke)

### Noordwestelijk Front
Het gedeelte van de grens waar Heeresgruppe Nord zou aanvallen, werd verdedigd door drie legers van het Noordwestelijk Front, onder leiding van generaal F.I.Koeznetsov. De opstelling van het Rode Leger was in overeenstemming met de Sovjet-doctrine om de volledige grens te verdedigen. Bovendien deden de legers ook dienst als bezettingsleger voor de Baltische staten, die in juni 1940 waren bezet door de Sovjet-Unie.
Jozef Stalin verwachtte dat er pas in 1942 een oorlog met nazi-Duitsland zou uitbreken. Hij veronderstelde dat de situatie langzaam zou escaleren en dat de Sovjet-Unie voldoende tijd zou hebben om troepen te mobiliseren en hun posities in te nemen. Daarna zou hij een aanval op het door Duitsland bezette gedeelte van Polen inzetten. In opdracht van Stalin had generaal Zjoekov hiervoor op 15 mei 1941 een algemeen order opgesteld.
In overeenstemming met dit order had generaal Koeznetsov zijn troepen opgesteld. De infanteriedivisies bevonden zich dicht tegen de grens. Omdat de Sovjet-Unie de Baltische staten nog maar enkele maanden had bezet, waren de fortificaties nog in opbouw. In de meeste gevallen bestond de grenslinie enkel uit een dunne linie prikkeldraad en enkele loopgraven. Er waren nog geen bunkers en antitankgrachten aangelegd. Ook beschikten de eenheden nog niet over kazernes en opslagplaatsen. Alle brandstof en munitie werd aangevoerd vanuit de Sovjet-Unie.
Generaal F.I. Koeznetsov beschikte over 369 000 manschappen en 1 551 tanks, verdeeld over 19 infanteriedivisies en 4 tankdivisies. Ten noorden van de Memel lag het 8e Leger. Het beschermde de toegangswegen naar Riga. De linkerflank werd gevormd door het 11e Leger en het kleinere 27e Leger vormde zijn reserve.
De gemechaniseerde eenheden, die gegroepeerd waren in twee korpsen, vormden de reservetroepen en ze bevonden zich dieper in het binnenland.

### Slagorde Rode Leger
- Noordwestelijk Front (generaal Fjodor Koeznetsov)
  - 8e Leger (luitenant-generaal P. P. Sobennikov)
    - 10e Korps (majoor-generaal I. F. Nikolaev)
    - 11e Korps (majoor-generaal M. S. Sjoemilov)
    - 12e Gemechaniseerde Korps (majoor-generaal N. M. Sjestopalov)

  - 11e Leger (luitenant-generaal V. I. Morosov)
    - 16e Korps (majoor-generaal F.S. Ivanov)
    - 29e Korps (majoor-generaal A.G. Samochin)
    - 3e Gemechaniseerde Korps (majoor-generaal A. V. Koerkin)

  - 27e Leger (luitenant-generaal N. E. Berzarin)
    - 22e Korps (majoor-generaal M. P. Dukhanov)
    - 24e Korps (majoor-generaal K. Kachalov)

## Opmars vanHeeresgruppe Nord

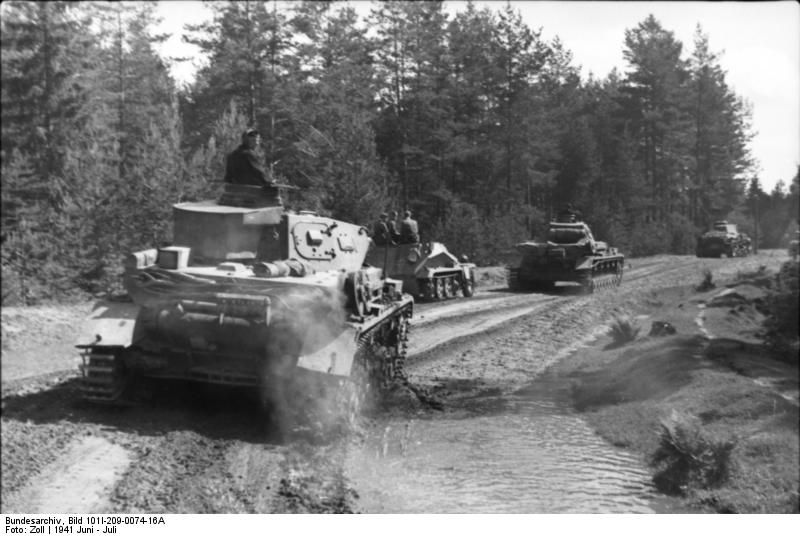
Duitse tanks

Op 22 juni 1941 begon operatie Barbarossa. Duitse artillerie beschoot de stellingen aan de grens en de Luftwaffe viel vliegvelden, hoofdkwartieren en bruggen aan. De luchtmacht van de Sovjet-Unie werd grotendeels op de grond vernietigd en de weinige vliegtuigen, die konden opstijgen, waren niet opgewassen tegen de ervaren Luftwaffe-piloten. Reeds in de eerste uren vielen de verbindingen tussen het hoofdkwartier en het front weg. Het Rode Leger beschikte over onvoldoende radio’s en gebruikte vaste telefoonlijnen. Deze vaste telefoonlijnen vormden het eerste doelwit voor de Duitse kanonnen. In zijn hoofdkwartier kreeg generaal F.I. Koeznetsov slechts sporadische berichten van het 11de leger over gevechten langs de grens. De verbindingen met zijn 8ste leger waren volledig weggevallen.
Na de artilleriebarrage gingen de Duitse grondtroepen in de aanval. Verdeeld in drie gevechtsgroepen viel de 8e Pantserdivisie de stellingen van de 125e Infanteriedivisie aan. De 8e Pantserdivisie vormde de slagkracht van het 56e Gemotoriseerde Korps. Om zes uur bereikte de Duitse voorhoede Jurbarkas en staken de tanks de Mituva over. Kort na de middag veroverden ze Seredžius, meer dan veertig kilometer achter de grens. De commandant van de 125e Divisie gaf bevel tot een terugtocht, die spoedig in een wilde vlucht ontaardde. Generaal von Manstein buitte dit succes uit. Hij wachtte niet op de infanterie van de 3e Gemotoriseerde Divisie, maar gaf bevel om verder op te rukken. In de vooravond bereikte de 8e Pantserdivisie de vallei van de Dubisa, maar ze vonden geen geschikte oversteekplaats. Generaal Erich von Manstein liet de tanks de rivier verder naar het noorden volgen. In de vallei verrasten ze de 48e Divisie, die zich naar het westen verplaatste. Zonder luchtsteun had de Sovjetdivisie geen schijn van kans. De Duitse bommenwerpers bestookten onophoudelijk de colonnes en de Sovjets sloegen op de vlucht. In de chaos werden de bruggen nabij Ariogala niet vernietigd. Tijdens de nacht veroverde de Duitse voorhoede een onbeschadigde brug. Op de eerste dag van het offensief was generaal von Manstein meer dan 60 kilometer opgerukt, had twee divisies verslagen en bevond zich ver achter de Sovjetlinies. De oversteekplaatsen bij Daugvapils waren binnen handbereik. Op een halve dagmars achterstand volgde de 3de infanteriedivisie.
Ten zuiden van het 56e Gemotoriseerde Korps was het 41e Gemotoriseerde Korps behoedzamer. Generaal Reinhardt wachtte tot de infanteriedivisies een bres hadden geslagen in de Sovjetverdediging voor hij zijn tanks inzette. Hierdoor verliep de opmars van het 41e Gemotoriseerde Korps langzamer. Op de avond van 22 juni hadden de tanks Tauragė bereikt, dat zonder een gevecht in hun handen viel. Het volgende doel was Šiauliai, een strategisch knooppunt op de weg naar Riga. Om Šiauliai te bereiken, moesten ze eerst de Dubisa oversteken. Generaal Reinhardt liet de 1e Pantserdivisie langs de hoofdweg oprukken, terwijl de 6e Pantserdivisie in de richting van Raseiniai afboog om de rechterflank te dekken.
Reeds op de avond van 22 juni gaf Stavka generaal F.I. Koeznetsov opdracht om de tegenaanval in te zetten, de vijandelijke strijdmacht te vernietigen en Oost-Pruisen aan te vallen. Generaal F.I. Koeznetsov probeerde een overzicht te krijgen van de situatie voor hij zijn reserves wilde inzetten. De enige berichten die zijn hoofdkwartier bereikten, meldden dat er Duitse troepen in de buurt van Tauragé waren. Hij probeerde meer inlichtingen te krijgen over de andere sectoren. Toen dat niet lukte, besloot generaal F.I. Koeznetsov zijn twee gemechaniseerde korpsen in de strijd te werpen tegen het 41e Gemotoriseerde Korps zonder dat hij wist waar de andere Duitse legers waren.
Koeznetsovs plan was eenvoudig van opzet. Vanuit het noorden moest het 12e Gemechaniseerde Korps aanvallen en contact maken met het 3e Gemechaniseerde Korps, dan vanuit het zuiden zou naderen.
Vanaf het eerste moment werd de aanval van het 12e Gemechaniseerde Korps een mislukking. De verplaatsing van het korps trok de aandacht van de Luftwaffe. Meer dan 600 tanks en voertuigen werden vernietigd door Duitse bommenwerpers. Generaal-majoor N.M. Sjestopalov gaf opdracht om zich te verspreiden, maar de zware tanks hadden geen brandstof meer. Ze werden door hun bemanningen achtergelaten. De kleine groepen met voornamelijk lichtere tanks, die aan de Duitse Stuka's wisten te ontkomen, stuitten op het 1e Legerkorps van het 18e Leger. Ze waren een gemakkelijke prooi voor de Duitse anti-tankkannonen.

### Slag bij Raseiniai
De aanval van het 3e Gemechaniseerde Korps verliep beter. Majoor-generaal A.V.Koerkin vermeed de hoofdwegen en hij hield zijn eenheden gegroepeerd zodat de communicatie met koeriers kon verlopen. Op 24 juni splitste hij zijn strijdmacht. Hij stuurde de 5e Tankdivisie naar het zuiden om de Duitse opmars naar Kaunas te blokkeren. De 2e Tankdivisie, onder leiding van generaal-majoor Soliankin, rukte verder op naar het noorden. Nabij Ariogolo passeerde hij zonder het te beseffen de voorhoede van de 8e Pantserdivisie op enkele kilometers. Hij marcheerde recht op de 6e Pantserdivisie af.
Generaal-majoor Franz Landgraf had zijn 6e Pantserdivisie opgesplitst in twee gevechtsgroepen. Luitenant-kolonel von Seckendorff voerde het bevel over Kampfgruppe S, die was opgebouwd rond het 114e Gemotoriseerde Regiment en hij bestond voornamelijk uit infanterie en artillerie. Kampfgruppe R, onder leiding van kolonel Raus, bestond uit de 6e Gemotoriseerde Brigade en Panzerregiment 11 en beschikte over 239 tanks.
In de namiddag van 24 juni bereikte Kampfgruppe S Rasainiai, dat zonder problemen werd veroverd. Luitenant-kolonel von Seckendorff liet het verkenningsbataljon verder oprukken en ze vormden een klein bruggenhoofd op de oostelijk oever van de Dubisa. Daarna begon hij de rest van zijn Kampfgruppe naar de rivier te verplaatsen. Ondertussen zocht Kampfgruppe R ten noorden van Raseiniai een geschikte oversteekplaats.

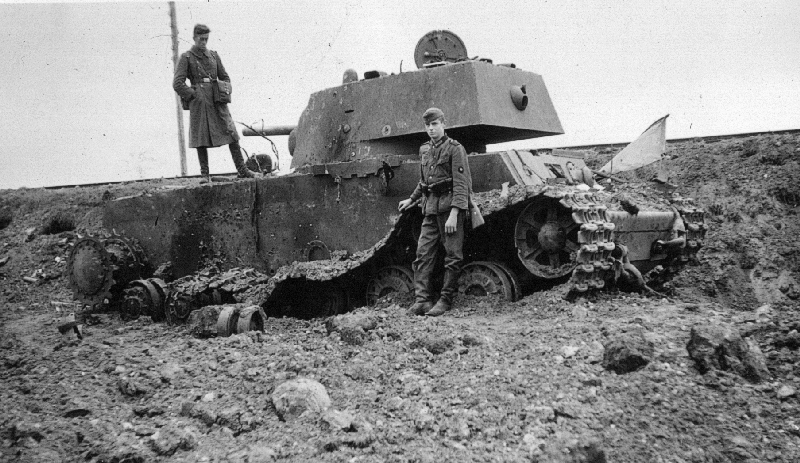
Vernietigde KV-1-tank

Op dat moment bereikte de 2e Tankdivisie de Dubisa ten oosten van Raiseniai. Zodra majoor-generaal Soliankin contact maakte met de Duitse troepen, wierp hij zijn volledige divisie in de aanval. Ongeveer 300 tanks, waaronder 50 zware KV-tanks, vielen de Duitse stellingen aan. Het Duitse verkenningsbataljon bestond uit motorrijders, bewapend met geweren en lichte machinegeweren. De Duitsers hadden geen schijn van kans zich tegen de tanks te verweren. Met hun brede rupsbanden reden de aanvallers over de Duitse stellingen. Eén compagnie raakte in paniek en sloeg op de vlucht, maar de andere Duitsers trokken zich terug naar de rand van een nabijgelegen bos, waar de zware tanks hen niet konden volgen.
Luitenant-kolonel von Seckendorff organiseerde haastig een verdedigingslinie op de westelijke oever van de Dubisa. Het opduiken van de zware tanks leidde aanvankelijk tot paniek bij de Duitse troepen. Hij verzamelde een batterij van 3.7 cm Pak 36 kanonnen, maar de granaten hadden geen effect. Ook de zwaardere 5 cm Pak kanonnen, en zelfs het 7.5 cm geschut, konden de aanvallers niet afremmen. De Kampfgruppe vuurde met alle beschikbare wapens op de tanks, maar geen enkele tank werd uitgeschakeld. De zware tanks beklommen moeiteloos de steile rivieroever en ze braken door de Duitse linie. Onder dekking van de invallende duisternis trokken de Duitsers trokken zich terug.
De troepen van generaal-majoor Soliankin stonden op het punt de Duitsers een gevoelige nederlaag toe te brengen, maar toen de eerste tanks de rand van Raiseniai bereikten, begon de aanval van de 2e Tankdivisie te haperen. Wegens het gebrek aan radio’s verwaterde het gevecht tot individuele acties. De tanks rukten in alle richtingen op. Veel tanks hadden al hun munitie verschoten en hun brandstoftanks waren leeg.
De volgende ochtend verschenen de tanks van de Panzerregiment 11 op het strijdtoneel. In de loop van de nacht had kolonel Raus de Dubisa overgestoken en hij viel de 2e Tankdivisie in de rug aan. De onbeweeglijke Sovjettanks zaten geklemd tussen de twee Kampfgruppen. Er ontstond een tankgevecht, maar ook de Duitse Pzkfw IV-tanks brachten nauwelijks schade toe aan de zware tanks. De Duitse tanks bestookten de KV-tanks in de flanken en ze concentreerden hun vuur op kwetsbare rupsbanden om hen zo veel mogelijk te immobiliseren. Eerst nadat kolonel Raus enkele 88-mm kanonnen liet aanrukken, boekten de Duitsers enkele successen.
Ondertussen besefte de Duitse bevelhebbers dat ze een kans hadden om de 2e Tankdivisie te vernietigen. Generaal Reinhardt liet delen van de 1e Pantserdivisie en 36e Gemotoriseerde Divisie, die oprukten naar Riga, rechtsomkeer maken naar Raiseniai. Ze sloten de ontsnappingsroute van de 2e Tankdivisie af en ze verhinderden dat de 48e Divisie en 125e Divisie de omsingelde eenheden van majoor-generaal Soliankin konden bereiken. Zonder infanteriesteun kon de 2e Tankdivisie de aanval niet doorzetten. Daarna begonnen Duitse genie-eenheden systematisch de gestrande tanks op te blazen. Gedurende de daaropvolgende dagen werden de omsingelde tanks van Soliakin een voor een vernietigd. Slechts 400 overlevenden wisten te ontsnappen.

### Gevecht met een KV-tank
Tijdens de aanval op Raiseniai drong een KV-tank door tot aan de zuidelijke toegangsweg van het dorp. Op deze weg, die de bevoorradingslijn vormde van de 6e Pantserdivisie, kwam de tank tot stilstand. De Duitse vrachtwagens probeerden door de velden te rijden om de tank te vermijden, maar ze liepen vast in de modderige ondergrond. Hierdoor vormden ze een gemakkelijk doelwit voor het 76 mm kanon van de tank. De tank vernietigde 12 vrachtwagens. Niet alleen de bevoorrading, maar ook de afvoer van gewonden van de 6e Pantserdivisie kwam tot stilstand.
Kolonel Rauss gaf het 41e Antitankbataljon opdracht de tank uit te schakelen. Een batterij van vier 5-cm PaK38 kanonnen werd in stelling gebracht en opende het vuur. Ze raakten de tank, maar hun granaten ketsten af op het pantser van de KV-tank. Op zijn beurt opende de tank het vuur en de vier Duitse pantserafweerkanonnen werden vernietigd. Daarna brachten de Duitsers een 88-mm kanon in positie tussen de wrakken van de vrachtwagens. Nog voor het kanon een schot kon lossen, werd het vernietigd door de tank.
Gedurende de nacht slopen een aantal Duitse genie-soldaten naar de tank en plaatsten explosieven op de rupsbanden en koepel. Toen de ladingen explodeerden, bleken de rupsbanden en koepel enkel beschadigd, maar nog steeds niet vernietigd. Gedurende de nacht was opnieuw een 88-mm kanon in stelling gebracht. Dit kanon plaatste vijf treffers op de tank, waarbij twee granaten de koepel doorboorden.
De afloop van het gevecht heeft verschillende versies. Volgens sommige verhalen ontsnapte de bemanning van de tank onder dekking van de duisternis. In andere verhalen werden ze gedood toen Duitse soldaten handgranaten in de koepel van de tank wierpen. Na de oorlog beweerde kolonel Rauss dat de tankbemanning met militaire eer werd begraven.

## Resultaat

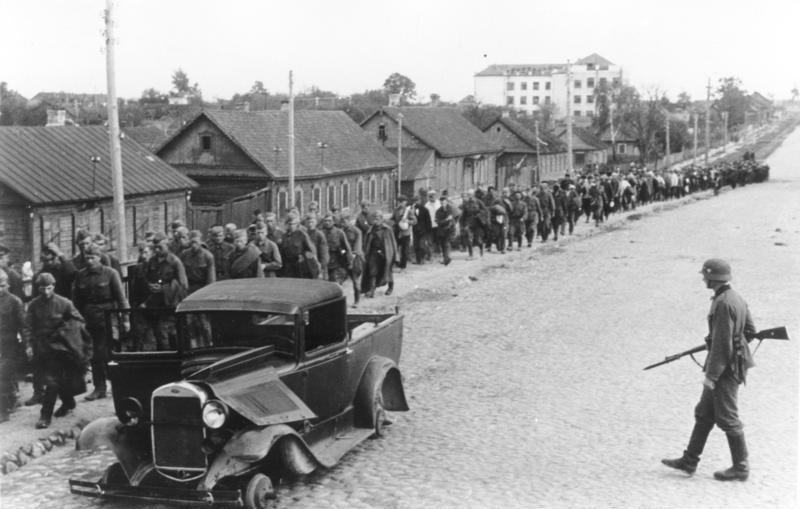
Rijen krijgsgevangenen

In de eerste vijf dagen van Operatie Barbarossa had Heeresgruppe Nord het Noordwestelijk Front een zware nederlaag toegebracht. De Duitse Wehrmacht had niet alleen de grensverdediging doorbroken, maar bovendien beide gemechaniseerde korpsen waarover generaal F.I.Koeznetsov beschikte, volledig vernietigd. In drie dagen had het 12e Gemechaniseerde Korps 700 van 709 tanks verloren en het 3e Gemechaniseerde Korps had meer dan 600 tanks van zijn oorspronkelijke 651 tanks verloren.
Op 25 juni 1941 had het Noordwestelijk Front de strijd aan de grenzen verloren en was in volle terugtocht. De gedesorganiseerde eenheden trokken zich terug naar Šiauliai en Riga, waarbij de oversteekplaatsen aan de Westelijke Dvina onbeschermd bleven. Terwijl het 56e Gemotoriseerde Korps bij Daugvapils de rivier overstak, rukte het 41e Gemotoriseerde Korps verder op naar Riga. Op 30 juni staken de Duitse troepen ten zuiden van de stad de Westelijke Dvina over.

## Conclusie
De slag bij Raiseniai betekende een duidelijke tactische overwinning voor het Duitse leger. De Duitse Auftragstaktik en de Blitzkrieg-tactiek bleken superieur aan de Sovjet-doctrine van operatie in de diepte. In de Auftragstaktik was het Duitse commandanten toegestaan om af te wijken van het aanvalsplan om het beoogde doel te halen. Ze moesten niet wachten op toestemming van hun superieuren. Deze flexibiliteit gaf de Duitse officieren de mogelijkheid om onmiddellijk op een veranderde situatie te reageren. Blitzkrieg betekende een concentratie van verschillende land- en luchtmachteenheden om een lokaal overwicht te krijgen, het zogenaamde Schwerpunkt.
De Auftragstaktik werd op alle commando-niveau’s toegepast. Toen kolonel Rauss het bericht kreeg dat de andere Kampfgruppe werd aangevallen, nam hij onmiddellijk het besluit om zijn opmars af te breken en zijn collega ter hulp te snellen. In de loop van 25 juni beseften de Duitse bevelhebbers dat de aanval bij Raiseniai hen een kans gaf om de 2e Tankdivisie te vernietigen. In plaats van de opmars naar Riga verder te zetten, liet generaal Reinhardt zijn beide andere divisies omkeren om de Sovjets in de rug aan te vallen.
Volgens de Sovjetdoctrine moest generaal F.I.Koeznetsov een bres in de frontlinie slaan door de vijandelijke strijdmacht te vernietigen. Door deze bres moesten de gemechaniseerde korpsen oprukken naar de vijandelijke achterhoede. Deze tactiek vergde een goede samenwerking tussen infanterie, tanks, artillerie en luchtmacht. In de zomer van 1941 waren de aanvallen van het Rode Leger nog ongecoördineerd. Tanks en infanterie opereerden als afzonderlijke eenheden. Artillerie leed voortdurend gebrek aan munitie en de luchtmacht was vernietigd. Ook waren de stafofficieren nog niet in staat om een aanval te plannen, te coördineren en succesvol uit te voeren. In 1942 richtte Stavka stoottroepenlegers op, waarin infanterie, tanks en artillerie waren samengevoegd in één geheel, maar pas in 1943 zouden de Sovjetlegers in staat zijn om dit soort aanvallen succesvol uit te voeren.